# Brabantse Pijl 2022
Brabantse Pijl 2022 – 62. edycja wyścigu kolarskiego Brabantse Pijl, która odbyła się 13 kwietnia 2022 na trasie o długości ponad 205 kilometrów biegnącej z miasta Leuven do miejscowości Overijse. Impreza kategorii 1.Pro była częścią UCI ProSeries 2022.

## Uczestnicy

### Drużyny
| WorldTeams (13)- AG2R Citroën Team - Bahrain Victorious - Bora-Hansgrohe - Cofidis - EF Education-EasyPost - Ineos Grenadiers - Intermarché-Wanty-Gobert Matériaux - Israel-Premier Tech - Lotto-Soudal - Quick-Step Alpha Vinyl - BikeExchange-Jayco - Trek-Segafredo - UAE Team Emirates ProTeams (8)- Alpecin-Fenix - Arkéa-Samsic - B&B Hotels-KTM - Bardiani-CSF-Faizanè - Bingoal Pauwels Sauces WB - Burgos-BH - Sport Vlaanderen-Baloise - Uno-X Pro Cycling Team |
| |

### Lista startowa
| Ineos Grenadiers IGD | Ineos Grenadiers IGD     | Ineos Grenadiers IGD |
| -------------------- | ------------------------ | -------------------- |
| Nr                   | Kolarz                   | Miejsce              |
| 1                    | Thomas Pidcock (GBR)     |                      |
| 2                    | Laurens De Plus (BEL)    |                      |
| 3                    | Luke Rowe (GBR)          |                      |
| 4                    | Michał Kwiatkowski (POL) |                      |
| 5                    | Ben Turner (GBR)         |                      |
| 6                    | Cameron Wurf (AUS)       |                      |
| 7                    | Magnus Sheffield (USA)   |                      |

| Quick-Step Alpha Vinyl QST | Quick-Step Alpha Vinyl QST       | Quick-Step Alpha Vinyl QST |
| -------------------------- | -------------------------------- | -------------------------- |
| Nr                         | Kolarz                           | Miejsce                    |
| 11                         | Julian Alaphilippe (FRA) (szosa) |                            |
| 12                         | Rémi Cavagna (FRA) (szosa)       |                            |
| 13                         | Remco Evenepoel (BEL)            |                            |
| 14                         | Dries Devenyns (BEL)             |                            |
| 15                         | Andrea Bagioli (ITA)             |                            |
| 16                         | Mauri Vansevenant (BEL)          |                            |
| 17                         | Davide Ballerini (ITA)           |                            |

| Lotto-Soudal LTS | Lotto-Soudal LTS         | Lotto-Soudal LTS |
| ---------------- | ------------------------ | ---------------- |
| Nr               | Kolarz                   | Miejsce          |
| 21               | Philippe Gilbert (BEL)   |                  |
| 22               | Victor Campenaerts (BEL) |                  |
| 23               | Andreas Kron (DEN)       |                  |
| 24               | Cédric Beullens (BEL)    |                  |
| 25               | Sébastien Grignard (BEL) |                  |
| 26               | Roger Kluge (GER)        |                  |
| 27               | Tim Wellens (BEL)        |                  |

| Intermarché-Wanty-Gobert Matériaux IWG | Intermarché-Wanty-Gobert Matériaux IWG | Intermarché-Wanty-Gobert Matériaux IWG |
| -------------------------------------- | -------------------------------------- | -------------------------------------- |
| Nr                                     | Kolarz                                 | Miejsce                                |
| 31                                     | Jan Bakelants (BEL)                    |                                        |
| 32                                     | Baptiste Planckaert (BEL)              |                                        |
| 33                                     | Tom Devriendt (BEL)                    |                                        |
| 34                                     | Dimitri Claeys (BEL)                   |                                        |
| 36                                     | Adrien Petit (FRA)                     |                                        |
| 37                                     | Kévin Van Melsen (BEL)                 |                                        |

| AG2R Citroën Team ACT | AG2R Citroën Team ACT  | AG2R Citroën Team ACT |
| --------------------- | ---------------------- | --------------------- |
| Nr                    | Kolarz                 | Miejsce               |
| 41                    | Benoît Cosnefroy (FRA) |                       |
| 42                    | Mikaël Cherel (FRA)    |                       |
| 43                    | Dorian Godon (FRA)     |                       |
| 44                    | Oliver Naesen (BEL)    |                       |
| 45                    | Michael Schär (SUI)    |                       |
| 46                    | Lawrence Naesen (BEL)  |                       |
| 47                    | Larry Warbasse (USA)   |                       |

| Bahrain Victorious TBV | Bahrain Victorious TBV  | Bahrain Victorious TBV |
| ---------------------- | ----------------------- | ---------------------- |
| Nr                     | Kolarz                  | Miejsce                |
| 51                     | Yukiya Arashiro (JPN)   |                        |
| 52                     | Feng Chun-kai (TPE)     |                        |
| 53                     | Jan Tratnik (SLO)       |                        |
| 54                     | Jack Haig (AUS)         |                        |
| 55                     | Luis León Sánchez (ESP) |                        |
| 56                     | Dylan Teuns (BEL)       |                        |
| 57                     | Filip Maciejuk (POL)    |                        |

| Bora-Hansgrohe BOH | Bora-Hansgrohe BOH     | Bora-Hansgrohe BOH |
| ------------------ | ---------------------- | ------------------ |
| Nr                 | Kolarz                 | Miejsce            |
| 61                 | Giovanni Aleotti (ITA) |                    |
| 62                 | Jordi Meeus (BEL)      |                    |
| 63                 | Marco Haller (AUT)     |                    |
| 64                 | Jonas Koch (GER)       |                    |
| 65                 | Martin Laas (EST)      |                    |
| 66                 | Nils Politt (GER)      |                    |
| 67                 | Ide Schelling (NED)    |                    |

| Cofidis COF | Cofidis COF              | Cofidis COF |
| ----------- | ------------------------ | ----------- |
| Nr          | Kolarz                   | Miejsce     |
| 71          | Bryan Coquard (FRA)      |             |
| 72          | Sander Armée (BEL)       |             |
| 74          | Davide Cimolai (ITA)     |             |
| 75          | Alexandre Delettre (FRA) |             |
| 76          | Alexis Renard (FRA)      |             |
| 77          | Kenneth Vanbilsen (BEL)  |             |

| EF Education-EasyPost EFE | EF Education-EasyPost EFE | EF Education-EasyPost EFE |
| ------------------------- | ------------------------- | ------------------------- |
| Nr                        | Kolarz                    | Miejsce                   |
| 81                        | Michael Valgren (DEN)     |                           |
| 82                        | Jens Keukeleire (BEL)     |                           |
| 83                        | Ben Healy (IRL)           |                           |
| 84                        | Alberto Bettiol (ITA)     |                           |
| 85                        | Jonas Rutsch (GER)        |                           |

| Israel-Premier Tech IPT | Israel-Premier Tech IPT          | Israel-Premier Tech IPT |
| ----------------------- | -------------------------------- | ----------------------- |
| Nr                      | Kolarz                           | Miejsce                 |
| 91                      | Jakob Fuglsang (DEN)             |                         |
| 92                      | Daryl Impey (RSA)                |                         |
| 93                      | Krists Neilands (LAT)            |                         |
| 94                      | Mads Würtz Schmidt (DEN) (szosa) |                         |
| 95                      | Giacomo Nizzolo (ITA)            |                         |
| 96                      | Reto Hollenstein (SUI)           |                         |
| 97                      | Hugo Houle (CAN)                 |                         |

| BikeExchange-Jayco BEX | BikeExchange-Jayco BEX | BikeExchange-Jayco BEX |
| ---------------------- | ---------------------- | ---------------------- |
| Nr                     | Kolarz                 | Miejsce                |
| 101                    | Michael Matthews (AUS) |                        |
| 102                    | Jan Maas (NED)         |                        |
| 103                    | Luke Durbridge (AUS)   |                        |
| 104                    | Nick Schultz (AUS)     |                        |
| 105                    | Jack Bauer (NZL)       |                        |
| 106                    | Luka Mezgec (SLO)      |                        |
| 107                    | Dion Smith (NZL)       |                        |

| Trek-Segafredo TFS | Trek-Segafredo TFS      | Trek-Segafredo TFS |
| ------------------ | ----------------------- | ------------------ |
| Nr                 | Kolarz                  | Miejsce            |
| 111                | Tony Gallopin (FRA)     |                    |
| 112                | Julien Bernard (FRA)    |                    |
| 113                | Alexander Kamp (DEN)    |                    |
| 114                | Antwan Tolhoek (NED)    |                    |
| 115                | Filippo Baroncini (ITA) |                    |
| 117                | Jakob Egholm (DEN)      |                    |

| UAE Team Emirates UAD | UAE Team Emirates UAD       | UAE Team Emirates UAD |
| --------------------- | --------------------------- | --------------------- |
| Nr                    | Kolarz                      | Miejsce               |
| 121                   | Matteo Trentin (ITA)        |                       |
| 122                   | Juan Ayuso (ESP)            |                       |
| 123                   | Alessandro Covi (ITA)       |                       |
| 124                   | Ivo Oliveira (POR)          |                       |
| 125                   | Marc Hirschi (SUI)          |                       |
| 126                   | Finn Fisher-Black (NZL)     |                       |
| 127                   | Juan Sebastián Molano (COL) |                       |

| Alpecin-Fenix AFC | Alpecin-Fenix AFC       | Alpecin-Fenix AFC |
| ----------------- | ----------------------- | ----------------- |
| Nr                | Kolarz                  | Miejsce           |
| 131               | Tobias Bayer (AUT)      |                   |
| 132               | Dries De Bondt (BEL)    |                   |
| 133               | Floris De Tier (BEL)    |                   |
| 134               | Xandro Meurisse (BEL)   |                   |
| 135               | Stefano Oldani (ITA)    |                   |
| 136               | Kristian Sbaragli (ITA) |                   |
| 137               | Robert Stannard (AUS)   |                   |

| B&B Hotels-KTM BBK | B&B Hotels-KTM BBK     | B&B Hotels-KTM BBK |
| ------------------ | ---------------------- | ------------------ |
| Nr                 | Kolarz                 | Miejsce            |
| 141                | Alan Boileau (FRA)     |                    |
| 142                | Franck Bonnamour (FRA) |                    |
| 144                | Cyril Gautier (FRA)    |                    |
| 145                | Quentin Jauregui (FRA) |                    |
| 146                | Eliot Lietaer (BEL)    |                    |

| Bardiani CSF Faizanè BCF | Bardiani CSF Faizanè BCF | Bardiani CSF Faizanè BCF |
| ------------------------ | ------------------------ | ------------------------ |
| Nr                       | Kolarz                   | Miejsce                  |
| 151                      | Enrico Battaglin (ITA)   |                          |
| 153                      | Davide Gabburo (ITA)     |                          |
| 154                      | Jonathan Cañaveral (COL) |                          |
| 155                      | Martin Marcellusi (ITA)  |                          |
| 156                      | Alessio Martinelli (ITA) |                          |
| 157                      | Alex Tolio (ITA)         |                          |

| Bingoal Pauwels Sauces WB BWB | Bingoal Pauwels Sauces WB BWB | Bingoal Pauwels Sauces WB BWB |
| ----------------------------- | ----------------------------- | ----------------------------- |
| Nr                            | Kolarz                        | Miejsce                       |
| 161                           | Ludovic Robeet (BEL)          |                               |
| 162                           | Arjen Livyns (BEL)            |                               |
| 163                           | Milan Menten (BEL)            |                               |
| 164                           | Tom Wirtgen (LUX)             |                               |
| 165                           | Tom Paquot (BEL)              |                               |
| 166                           | Dimitri Peyskens (BEL)        |                               |
| 167                           | Mathijs Paasschens (NED)      |                               |

| Burgos-BH BBH | Burgos-BH BBH        | Burgos-BH BBH |
| ------------- | -------------------- | ------------- |
| Nr            | Kolarz               | Miejsce       |
| 171           | Felipe Orts (ESP)    |               |
| 172           | Jetse Bol (NED)      |               |
| 173           | Jesús Ezquerra (ESP) |               |
| 174           | Ángel Madrazo (ESP)  |               |
| 175           | Alex Molenaar (NED)  |               |
| 176           | Óscar Pelegrí (ESP)  |               |
| 177           | Ander Okamika (ESP)  |               |

| Sport Vlaanderen-Baloise SVB | Sport Vlaanderen-Baloise SVB | Sport Vlaanderen-Baloise SVB |
| ---------------------------- | ---------------------------- | ---------------------------- |
| Nr                           | Kolarz                       | Miejsce                      |
| 181                          | Ruben Apers (BEL)            |                              |
| 182                          | Jenno Berckmoes (BEL)        |                              |
| 183                          | Vito Braet (BEL)             |                              |
| 184                          | Arne Marit (BEL)             |                              |
| 185                          | Aaron Van Poucke (BEL)       |                              |
| 186                          | Kenneth Van Rooy (BEL)       |                              |
| 187                          | Julian Mertens (BEL)         |                              |

| Arkéa-Samsic ARK | Arkéa-Samsic ARK        | Arkéa-Samsic ARK |
| ---------------- | ----------------------- | ---------------- |
| Nr               | Kolarz                  | Miejsce          |
| 191              | Warren Barguil (FRA)    |                  |
| 192              | Winner Anacona (COL)    |                  |
| 193              | Łukasz Owsian (POL)     |                  |
| 194              | Benjamin Declercq (BEL) |                  |
| 195              | Christophe Noppe (BEL)  |                  |
| 196              | Markus Pajur (EST)      |                  |
| 197              | Kévin Vauquelin (FRA)   |                  |

| Uno-X Pro Cycling Team UXT | Uno-X Pro Cycling Team UXT       | Uno-X Pro Cycling Team UXT |
| -------------------------- | -------------------------------- | -------------------------- |
| Nr                         | Kolarz                           | Miejsce                    |
| 201                        | Idar Andersen (NOR)              |                            |
| 202                        | Ådne Holter (NOR)                |                            |
| 203                        | Tobias Halland Johannessen (NOR) |                            |
| 204                        | Jacob Hindsgaul Madsen (DEN)     |                            |
| 205                        | Torjus Sleen (NOR)               |                            |
| 206                        | Torstein Træen (NOR)             |                            |
| 207                        | Jonas Gregaard (DEN)             |                            |

| Ineos Grenadiers IGD | Ineos Grenadiers IGD     | Ineos Grenadiers IGD |
| -------------------- | ------------------------ | -------------------- |
| Nr                   | Kolarz                   | Miejsce              |
| 1                    | Thomas Pidcock (GBR)     |                      |
| 2                    | Laurens De Plus (BEL)    |                      |
| 3                    | Luke Rowe (GBR)          |                      |
| 4                    | Michał Kwiatkowski (POL) |                      |
| 5                    | Ben Turner (GBR)         |                      |
| 6                    | Cameron Wurf (AUS)       |                      |
| 7                    | Magnus Sheffield (USA)   |                      |

| Quick-Step Alpha Vinyl QST | Quick-Step Alpha Vinyl QST       | Quick-Step Alpha Vinyl QST |
| -------------------------- | -------------------------------- | -------------------------- |
| Nr                         | Kolarz                           | Miejsce                    |
| 11                         | Julian Alaphilippe (FRA) (szosa) |                            |
| 12                         | Rémi Cavagna (FRA) (szosa)       |                            |
| 13                         | Remco Evenepoel (BEL)            |                            |
| 14                         | Dries Devenyns (BEL)             |                            |
| 15                         | Andrea Bagioli (ITA)             |                            |
| 16                         | Mauri Vansevenant (BEL)          |                            |
| 17                         | Davide Ballerini (ITA)           |                            |

| Lotto-Soudal LTS | Lotto-Soudal LTS         | Lotto-Soudal LTS |
| ---------------- | ------------------------ | ---------------- |
| Nr               | Kolarz                   | Miejsce          |
| 21               | Philippe Gilbert (BEL)   |                  |
| 22               | Victor Campenaerts (BEL) |                  |
| 23               | Andreas Kron (DEN)       |                  |
| 24               | Cédric Beullens (BEL)    |                  |
| 25               | Sébastien Grignard (BEL) |                  |
| 26               | Roger Kluge (GER)        |                  |
| 27               | Tim Wellens (BEL)        |                  |

| Intermarché-Wanty-Gobert Matériaux IWG | Intermarché-Wanty-Gobert Matériaux IWG | Intermarché-Wanty-Gobert Matériaux IWG |
| -------------------------------------- | -------------------------------------- | -------------------------------------- |
| Nr                                     | Kolarz                                 | Miejsce                                |
| 31                                     | Jan Bakelants (BEL)                    |                                        |
| 32                                     | Baptiste Planckaert (BEL)              |                                        |
| 33                                     | Tom Devriendt (BEL)                    |                                        |
| 34                                     | Dimitri Claeys (BEL)                   |                                        |
| 36                                     | Adrien Petit (FRA)                     |                                        |
| 37                                     | Kévin Van Melsen (BEL)                 |                                        |

| AG2R Citroën Team ACT | AG2R Citroën Team ACT  | AG2R Citroën Team ACT |
| --------------------- | ---------------------- | --------------------- |
| Nr                    | Kolarz                 | Miejsce               |
| 41                    | Benoît Cosnefroy (FRA) |                       |
| 42                    | Mikaël Cherel (FRA)    |                       |
| 43                    | Dorian Godon (FRA)     |                       |
| 44                    | Oliver Naesen (BEL)    |                       |
| 45                    | Michael Schär (SUI)    |                       |
| 46                    | Lawrence Naesen (BEL)  |                       |
| 47                    | Larry Warbasse (USA)   |                       |

| Bahrain Victorious TBV | Bahrain Victorious TBV  | Bahrain Victorious TBV |
| ---------------------- | ----------------------- | ---------------------- |
| Nr                     | Kolarz                  | Miejsce                |
| 51                     | Yukiya Arashiro (JPN)   |                        |
| 52                     | Feng Chun-kai (TPE)     |                        |
| 53                     | Jan Tratnik (SLO)       |                        |
| 54                     | Jack Haig (AUS)         |                        |
| 55                     | Luis León Sánchez (ESP) |                        |
| 56                     | Dylan Teuns (BEL)       |                        |
| 57                     | Filip Maciejuk (POL)    |                        |

| Bora-Hansgrohe BOH | Bora-Hansgrohe BOH     | Bora-Hansgrohe BOH |
| ------------------ | ---------------------- | ------------------ |
| Nr                 | Kolarz                 | Miejsce            |
| 61                 | Giovanni Aleotti (ITA) |                    |
| 62                 | Jordi Meeus (BEL)      |                    |
| 63                 | Marco Haller (AUT)     |                    |
| 64                 | Jonas Koch (GER)       |                    |
| 65                 | Martin Laas (EST)      |                    |
| 66                 | Nils Politt (GER)      |                    |
| 67                 | Ide Schelling (NED)    |                    |

| Cofidis COF | Cofidis COF              | Cofidis COF |
| ----------- | ------------------------ | ----------- |
| Nr          | Kolarz                   | Miejsce     |
| 71          | Bryan Coquard (FRA)      |             |
| 72          | Sander Armée (BEL)       |             |
| 74          | Davide Cimolai (ITA)     |             |
| 75          | Alexandre Delettre (FRA) |             |
| 76          | Alexis Renard (FRA)      |             |
| 77          | Kenneth Vanbilsen (BEL)  |             |

| EF Education-EasyPost EFE | EF Education-EasyPost EFE | EF Education-EasyPost EFE |
| ------------------------- | ------------------------- | ------------------------- |
| Nr                        | Kolarz                    | Miejsce                   |
| 81                        | Michael Valgren (DEN)     |                           |
| 82                        | Jens Keukeleire (BEL)     |                           |
| 83                        | Ben Healy (IRL)           |                           |
| 84                        | Alberto Bettiol (ITA)     |                           |
| 85                        | Jonas Rutsch (GER)        |                           |

| Israel-Premier Tech IPT | Israel-Premier Tech IPT          | Israel-Premier Tech IPT |
| ----------------------- | -------------------------------- | ----------------------- |
| Nr                      | Kolarz                           | Miejsce                 |
| 91                      | Jakob Fuglsang (DEN)             |                         |
| 92                      | Daryl Impey (RSA)                |                         |
| 93                      | Krists Neilands (LAT)            |                         |
| 94                      | Mads Würtz Schmidt (DEN) (szosa) |                         |
| 95                      | Giacomo Nizzolo (ITA)            |                         |
| 96                      | Reto Hollenstein (SUI)           |                         |
| 97                      | Hugo Houle (CAN)                 |                         |

| BikeExchange-Jayco BEX | BikeExchange-Jayco BEX | BikeExchange-Jayco BEX |
| ---------------------- | ---------------------- | ---------------------- |
| Nr                     | Kolarz                 | Miejsce                |
| 101                    | Michael Matthews (AUS) |                        |
| 102                    | Jan Maas (NED)         |                        |
| 103                    | Luke Durbridge (AUS)   |                        |
| 104                    | Nick Schultz (AUS)     |                        |
| 105                    | Jack Bauer (NZL)       |                        |
| 106                    | Luka Mezgec (SLO)      |                        |
| 107                    | Dion Smith (NZL)       |                        |

| Trek-Segafredo TFS | Trek-Segafredo TFS      | Trek-Segafredo TFS |
| ------------------ | ----------------------- | ------------------ |
| Nr                 | Kolarz                  | Miejsce            |
| 111                | Tony Gallopin (FRA)     |                    |
| 112                | Julien Bernard (FRA)    |                    |
| 113                | Alexander Kamp (DEN)    |                    |
| 114                | Antwan Tolhoek (NED)    |                    |
| 115                | Filippo Baroncini (ITA) |                    |
| 117                | Jakob Egholm (DEN)      |                    |

| UAE Team Emirates UAD | UAE Team Emirates UAD       | UAE Team Emirates UAD |
| --------------------- | --------------------------- | --------------------- |
| Nr                    | Kolarz                      | Miejsce               |
| 121                   | Matteo Trentin (ITA)        |                       |
| 122                   | Juan Ayuso (ESP)            |                       |
| 123                   | Alessandro Covi (ITA)       |                       |
| 124                   | Ivo Oliveira (POR)          |                       |
| 125                   | Marc Hirschi (SUI)          |                       |
| 126                   | Finn Fisher-Black (NZL)     |                       |
| 127                   | Juan Sebastián Molano (COL) |                       |

| Alpecin-Fenix AFC | Alpecin-Fenix AFC       | Alpecin-Fenix AFC |
| ----------------- | ----------------------- | ----------------- |
| Nr                | Kolarz                  | Miejsce           |
| 131               | Tobias Bayer (AUT)      |                   |
| 132               | Dries De Bondt (BEL)    |                   |
| 133               | Floris De Tier (BEL)    |                   |
| 134               | Xandro Meurisse (BEL)   |                   |
| 135               | Stefano Oldani (ITA)    |                   |
| 136               | Kristian Sbaragli (ITA) |                   |
| 137               | Robert Stannard (AUS)   |                   |

| B&B Hotels-KTM BBK | B&B Hotels-KTM BBK     | B&B Hotels-KTM BBK |
| ------------------ | ---------------------- | ------------------ |
| Nr                 | Kolarz                 | Miejsce            |
| 141                | Alan Boileau (FRA)     |                    |
| 142                | Franck Bonnamour (FRA) |                    |
| 144                | Cyril Gautier (FRA)    |                    |
| 145                | Quentin Jauregui (FRA) |                    |
| 146                | Eliot Lietaer (BEL)    |                    |

| Bardiani CSF Faizanè BCF | Bardiani CSF Faizanè BCF | Bardiani CSF Faizanè BCF |
| ------------------------ | ------------------------ | ------------------------ |
| Nr                       | Kolarz                   | Miejsce                  |
| 151                      | Enrico Battaglin (ITA)   |                          |
| 153                      | Davide Gabburo (ITA)     |                          |
| 154                      | Jonathan Cañaveral (COL) |                          |
| 155                      | Martin Marcellusi (ITA)  |                          |
| 156                      | Alessio Martinelli (ITA) |                          |
| 157                      | Alex Tolio (ITA)         |                          |

| Bingoal Pauwels Sauces WB BWB | Bingoal Pauwels Sauces WB BWB | Bingoal Pauwels Sauces WB BWB |
| ----------------------------- | ----------------------------- | ----------------------------- |
| Nr                            | Kolarz                        | Miejsce                       |
| 161                           | Ludovic Robeet (BEL)          |                               |
| 162                           | Arjen Livyns (BEL)            |                               |
| 163                           | Milan Menten (BEL)            |                               |
| 164                           | Tom Wirtgen (LUX)             |                               |
| 165                           | Tom Paquot (BEL)              |                               |
| 166                           | Dimitri Peyskens (BEL)        |                               |
| 167                           | Mathijs Paasschens (NED)      |                               |

| Burgos-BH BBH | Burgos-BH BBH        | Burgos-BH BBH |
| ------------- | -------------------- | ------------- |
| Nr            | Kolarz               | Miejsce       |
| 171           | Felipe Orts (ESP)    |               |
| 172           | Jetse Bol (NED)      |               |
| 173           | Jesús Ezquerra (ESP) |               |
| 174           | Ángel Madrazo (ESP)  |               |
| 175           | Alex Molenaar (NED)  |               |
| 176           | Óscar Pelegrí (ESP)  |               |
| 177           | Ander Okamika (ESP)  |               |

| Sport Vlaanderen-Baloise SVB | Sport Vlaanderen-Baloise SVB | Sport Vlaanderen-Baloise SVB |
| ---------------------------- | ---------------------------- | ---------------------------- |
| Nr                           | Kolarz                       | Miejsce                      |
| 181                          | Ruben Apers (BEL)            |                              |
| 182                          | Jenno Berckmoes (BEL)        |                              |
| 183                          | Vito Braet (BEL)             |                              |
| 184                          | Arne Marit (BEL)             |                              |
| 185                          | Aaron Van Poucke (BEL)       |                              |
| 186                          | Kenneth Van Rooy (BEL)       |                              |
| 187                          | Julian Mertens (BEL)         |                              |

| Arkéa-Samsic ARK | Arkéa-Samsic ARK        | Arkéa-Samsic ARK |
| ---------------- | ----------------------- | ---------------- |
| Nr               | Kolarz                  | Miejsce          |
| 191              | Warren Barguil (FRA)    |                  |
| 192              | Winner Anacona (COL)    |                  |
| 193              | Łukasz Owsian (POL)     |                  |
| 194              | Benjamin Declercq (BEL) |                  |
| 195              | Christophe Noppe (BEL)  |                  |
| 196              | Markus Pajur (EST)      |                  |
| 197              | Kévin Vauquelin (FRA)   |                  |

| Uno-X Pro Cycling Team UXT | Uno-X Pro Cycling Team UXT       | Uno-X Pro Cycling Team UXT |
| -------------------------- | -------------------------------- | -------------------------- |
| Nr                         | Kolarz                           | Miejsce                    |
| 201                        | Idar Andersen (NOR)              |                            |
| 202                        | Ådne Holter (NOR)                |                            |
| 203                        | Tobias Halland Johannessen (NOR) |                            |
| 204                        | Jacob Hindsgaul Madsen (DEN)     |                            |
| 205                        | Torjus Sleen (NOR)               |                            |
| 206                        | Torstein Træen (NOR)             |                            |
| 207                        | Jonas Gregaard (DEN)             |                            |

Legenda: DNF – nie ukończył, OTL – przekroczył limit czasu, DNS – nie wystartował, DSQ – zdyskwalifikowany.

## Klasyfikacja generalna
| \| Klasyfikacja generalna \| Klasyfikacja generalna \| Klasyfikacja generalna \| Klasyfikacja generalna \| Klasyfikacja generalna \| \| Kolarz \| Kolarz \| Państwo \| Drużyna \| Czas \| \| ---------------------- \| ---------------------- \| ---------------------- \| ---------------------- \| ---------------------- \| \| 1. \| Magnus Sheffield \| Stany Zjednoczone \| Ineos Grenadiers \| 4h 53' 21" \| \| 2. \| Benoît Cosnefroy \| Francja \| AG2R Citroën Team \| + 37" \| \| 3. \| Warren Barguil \| Francja \| Arkéa-Samsic \| + 37" \| \| 4. \| Ben Turner \| Wielka Brytania \| Ineos Grenadiers \| + 40" \| \| 5. \| Thomas Pidcock \| Wielka Brytania \| Ineos Grenadiers \| + 41" \| \| 6. \| Remco Evenepoel \| Belgia \| Quick-Step Alpha Vinyl \| + 41" \| \| 7. \| Michael Matthews \| Australia \| BikeExchange-Jayco \| + 41" \| \| 8. \| Dylan Teuns \| Belgia \| Bahrain Victorious \| + 41" \| \| 9. \| Tim Wellens \| Belgia \| Lotto-Soudal \| + 41" \| \| 10. \| Xandro Meurisse \| Belgia \| Alpecin-Fenix \| + 51" \| |                  |                   |                        |            |
| |                  |                   |                        |            |
| Źródło: ProCyclingStats |                  |                   |                        |            |
| Klasyfikacja generalna |                  |                   |                        |            |
| Kolarz | Kolarz           | Państwo           | Drużyna                | Czas       |
| 1. | Magnus Sheffield | Stany Zjednoczone | Ineos Grenadiers       | 4h 53' 21" |
| 2. | Benoît Cosnefroy | Francja           | AG2R Citroën Team      | + 37"      |
| 3. | Warren Barguil   | Francja           | Arkéa-Samsic           | + 37"      |
| 4. | Ben Turner       | Wielka Brytania   | Ineos Grenadiers       | + 40"      |
| 5. | Thomas Pidcock   | Wielka Brytania   | Ineos Grenadiers       | + 41"      |
| 6. | Remco Evenepoel  | Belgia            | Quick-Step Alpha Vinyl | + 41"      |
| 7. | Michael Matthews | Australia         | BikeExchange-Jayco     | + 41"      |
| 8. | Dylan Teuns      | Belgia            | Bahrain Victorious     | + 41"      |
| 9. | Tim Wellens      | Belgia            | Lotto-Soudal           | + 41"      |
| 10. | Xandro Meurisse  | Belgia            | Alpecin-Fenix          | + 51"      |